# Linea Sotetsu principale
La linea Sotetsu principale (相鉄本線?, Sōtetsu-honsen) gestita dalle Ferrovie Sotetsu è una ferrovia a scartamento ridotto che collega le stazioni di Ebina nella città omonima e di Yokohama, anche questa, nella città omonima.

## Storia
La linea venne aperta il 12 maggio 1926 come Ferrovia Jinchu (神中鉄道?, Jinchū Tetsudō) con trazione a vapore fra Futamatagawa e la stazione di Atsugi (oggi sulla linea Sagami). Questo tratto venne esteso da Futamatagawa a Yokohama nel Dicembre del 1933, e ancora da Futamatagawa alla stazione, ora chiusa, di Sagami-Kokubu (相模国分?) nel Novembre 1941.
La linea divenne in seguito la Linea Sagami Jinchu (相模鉄道神中線?) dal 1º aprile 1943.
I lavori per l'elettrificazione erano iniziati nel gennaio 1942 e il completamento avvenne il 20 settembre 1944.
Il raddoppio dei binari iniziò nel gennaio 1957 fra Yokohama e Nishi-Yokohama e il completamento venne portato a termine nel marzo 1974.
I primi treni con aria condizionata furono quelli della serie 6000, entrati in servizio il 3 luglio 1971.
A partire dal 6 aprile 1981 vennero introdotti i primi treni in composizione da 10 carrozze, e nel 2000 vennero introdotti dei tornelli modificati per permettere l'accesso con le tessere magnetiche Passnet.
Il 30 novembre 2019, con l'apertura della linea Sotetsu Shin-Yokohama sono stati inaugurati servizi diretti da/per Shinjuku mediante la Tokaido freight line e la Linea Saikyō. Questi servizi diretti sono espletati sia con gli elettrotreni serie 12000 (Sotetsu) che con gli elettrotreni serie E233-7000 (JR East).

## Servizi e stazioni

### Tipologie di servizi
Oltre ai treni locali che fermano in tutte le stazioni, le Ferrovie Sagami operano due tipi di servizi indicati qui di seguito.
- Locale (普通?, futsū) ("L")
- Rapido (快速?, kaisoku) ("R") (prosecuzione sulla linea Sotetsu Izumino)
- Espresso (急行?, kyūkō) ("E")
- Espresso Limitato (特急?, Tokkyu)("EL")

### Stazioni
| Stazione       | Giapponese | Distanza | R | E. | EL | Collegamenti | Posizione   | Posizione | Posizione |
| -------------- | ---------- | -------- | - | -- | -- | --- | ----------- | --------- | --------- |
| Yokohama       | 横浜       | 0.0      | ● | ●  | ●  | ■ Linea Yokohama ■ Linea Keihin-Tōhoku ■ Linea Yokosuka ■ Linea Negishi ■ Linea Tōkaidō ■ Linea Shōnan-Shinjuku ● Linea Tōkyū Tōyoko ● Linea Keikyū principale Linea Minatomirai Linea blu | Nishi-ku    | Yokohama  | Kanagawa  |
| Hiranumabashi  | 平沼橋     | 0.9      |   |    |    | | Nishi-ku    | Yokohama  | Kanagawa  |
| Nishi-Yokohama | 西横浜     | 1.8      |   |    |    | | Nishi-ku    | Yokohama  | Kanagawa  |
| Tennōchō       | 天王町     | 2.4      |   |    |    | | Hodogaya-ku | Yokohama  | Kanagawa  |
| Hoshikawa      | 星川       | 3.3      | ● |    |    | | Hodogaya-ku | Yokohama  | Kanagawa  |
| Wadamachi      | 和田町     | 4.3      |   |    |    | | Hodogaya-ku | Yokohama  | Kanagawa  |
| Kami-Hoshikawa | 上星川     | 5.0      |   |    |    | | Hodogaya-ku | Yokohama  | Kanagawa  |
| Nishiya        | 西谷       | 6.9      |   |    |    | Linea Shin-Yokohama (Servizi diretti da/per Shinjuku via Tokaido Freight line e Linea Saikyō)                                                                                              | Hodogaya-ku | Yokohama  | Kanagawa  |
| Tsurugamine    | 鶴ヶ峰     | 8.5      | ● |    |    | | Asahi-ku    | Yokohama  | Kanagawa  |
| Futamatagawa   | 二俣川     | 10.5     | ● | ●  | ●  | Linea Izumino | Asahi-ku    | Yokohama  | Kanagawa  |
| Kibōgaoka      | 希望ヶ丘   | 12.2     | ● | ●  |    | | Asahi-ku    | Yokohama  | Kanagawa  |
| Mitsukyō       | 三ツ境     | 13.6     | ● | ●  |    | | Seya-ku     | Yokohama  | Kanagawa  |
| Seya           | 瀬谷       | 15.5     | ● | ●  |    | | Seya-ku     | Yokohama  | Kanagawa  |
| Yamato         | 大和       | 17.4     | ● | ●  | ●  | Linea Odakyū Enoshima | Yamato      | Yamato    | Kanagawa  |
| Sagami-Ōtsuka  | 相模大塚   | 19.3     | ● | ●  |    | | Yamato      | Yamato    | Kanagawa  |
| Sagamino       | さがみ野   | 20.5     | ● | ●  |    | | Ebina       | Ebina     | Kanagawa  |
| Kashiwadai     | かしわ台   | 21.8     | ● | ●  |    | | Ebina       | Ebina     | Kanagawa  |
| Ebina          | 海老名     | 24.6     | ● | ●  | ●  | Linea Odakyū Odawara Linea Sagami | Ebina       | Ebina     | Kanagawa  |

- (*) Servizio diretto sulla linea Izumino

## Materiale rotabile

### Materiale attuale[2]

#### Sotetsu
- Sōtetsu serie 7000
- Sōtetsu serie Nuovo 7000
- Sōtetsu serie 8000
- Sōtetsu serie 9000
- Sōtetsu serie Rinnovo 9000
- Sōtetsu serie 10000
- Sōtetsu serie 11000
- Sōtetsu serie 20000

#### JR East
- E233-7000 (dal 30 novembre 2019)